# よるこ
『よるこ』は、2001年4月19日から同年9月27日まで毎日放送テレビ（MBSテレビ）で放送されたバラエティ番組。全24回。放送時間は毎週木曜 24:55 - 25:30 (JST) 、同局自主編成の深夜番組放送枠『パノラマ電波横丁』木曜の番組として放送。

## 概要
「世の中のムダに愛を注ぐムダ救済番組」をコンセプトに、よゐこの2人が毎回様々なロケを敢行していた番組である。オープニングは、大阪城・大阪ドーム・通天閣などがそびえ立つ大阪の風景をバックに昼から夜になり、太陽が沈んで月が昇り、その月に番組タイトルが出現するというものだった。
この番組は、同年春に編成された『パノラマ電波横丁』の内包番組第1弾として開始された。しかし、同枠火曜の番組『パンチ・デ・ニーロ』とともに半年で打ち切られた。

## 出演者
- 有野晋哉（よゐこ）
- 濱口優（よゐこ）

## ロケの内容
ロケは基本的に木曜日に行われていた。2本撮りがメイン。よゐこの2人は、当時レギュラーで出演していたテレビ東京の番組『おはスタ』の終了後に大阪まで移動し、ロケを行っていた。東京などでロケをすることもあったが、基本的には大阪やその周辺地域にて行っていた。以下に挙げるのは、そのロケの内容例である。
- ムダ調査 - この企画時、有野が当たりつき自動販売機で計2回、一発で当たりを引いている。
- ボディビルダーの筋肉はムダか？ - この企画で通称「センセイ」と呼ばれるビルダーが注目され、後に『情熱大陸』のパロディで大会の密着取材も行われている。
- 都会でサバイバル - 濱口が淀川に潜って貝を捕獲する企画。濱口は後にテレビ朝日の番組『いきなり!黄金伝説。』の海での節約生活などで人気を獲得するが、それ以前にもこの企画でサバイバルを体験していた。
- 海の無い岐阜県でサマー天国と地獄 - 勝てば水着ギャルとの温泉遊びや長良川鵜飼の見物などをして楽しむことができるが、負ければマネージャーと風呂に入ったり鵜の役になって鮎捕りをしなければならないという、まさにサマー地獄と言える内容の企画だった。ちなみに鵜の役になったのは濱口で、この企画でもやはりサバイバルを体験したが、鮎は捕れなかった。
- 濱口のオープンカーをムダにするな
- 芸能人お宅訪問 - 有野の家を訪問した。
- 濱口ダイエット作戦 in 淡路島
- カラオケボックス天国と地獄
- 怪談かワイ談か
- 金のエンゼルを探せ - 森永チョコボールを金のエンゼルが出るまでひたすら探して買い続ける企画。金のエンゼルはなかなか出ず、第3回後半、第8回、そして番組の最終回である第24回と3回にわたって買い続け、総計2250個目にしてようやく見つけることができた。

## 放送リスト
| 放送回 | 放送日        | 内容                                 |
| ------ | ------------- | ------------------------------------ |
| #01    | 2001年4月19日 | 不人気商品に愛の手を                 |
| #02    | 2001年4月26日 | 彼氏・彼女より愛してみせる           |
| #03    | 2001年5月3日  | ムダ調査                             |
| #04    | 2001年5月10日 | ボディービルダーの筋肉はムダか       |
| #05    | 2001年5月17日 | 都会でサバイバル                     |
| #06    | 2001年5月24日 | 豆知識                               |
| #07    | 2001年5月31日 | ムダ調査２                           |
| #08    | 2001年6月7日  | 金のエンゼルを探せ                   |
| #09    | 2001年6月14日 | 徹夜でなぞなぞ                       |
| #10    | 2001年6月21日 | 努力はムダか？                       |
| #11    | 2001年6月28日 | 小泉総理と行く高松感動した！の旅     |
| #12    | 2001年7月5日  | 初めての母の日で感動させたい         |
| #13    | 2001年7月12日 | フィギュアでモー娘。ドラマ           |
| #14    | 2001年7月19日 | 海のない岐阜県でサマー天国と地獄     |
| #15    | 2001年7月26日 | 夜のムダ調査                         |
| #16    | 2001年8月2日  | センセイスペシャル                   |
| #17    | 2001年8月9日  | 芸能人のお宅訪問                     |
| #18    | 2001年8月16日 | ヒロスエを探せ in 東京               |
| #19    | 2001年8月23日 | 怪談かワイ談か？                     |
| #20    | 2001年8月30日 | ムダ調査お子様編                     |
| #21    | 2001年9月6日  | よゐこの人気調査                     |
| #22    | 2001年9月13日 | 濱口ダイエット作戦 in 淡路島         |
| #23    | 2001年9月20日 | カラオケボックス天国と地獄           |
| #24    | 2001年9月27日 | 金のエンゼル出るまで顔が映らないＳＰ |

## テーマ曲

### オープニングテーマ
- 大人のおもちゃ（クレイジーケンバンド）

### エンディングテーマ
- わいわいわい（小島麻由美、第1回 - 第9回）
- 君なしで？（Brownies、第10回 - 第16回）
- Baby don't cry （COO、第17回 - 第24回）

## 月イチよるこ
番組は2001年9月にレギュラー放送を終えた後も、『月イチよるこ』と題してしばらく放送され続けた。全6回。以下に挙げるのは、『月イチよるこ』移行後に放送された回の全放送日程である。
| 放送回 | 放送日時                            | 内容                             |
| ------ | ----------------------------------- | -------------------------------- |
| #01    | 2001年11月3日（土曜） 25:45 - 26:15 | よゐこは人気者か？               |
| #02    | 2001年12月1日（土曜） 25:45 - 26:15 | 自腹を切ってでも人気者になりたい |
| #03    | 2002年1月26日（土曜） 25:55 - 26:25 | 三十路の宴                       |
| #04    | 2002年2月23日（土曜） 25:55 - 26:25 | 写れ！望遠カメラ                 |
| #05    | 2002年3月24日（日曜） 15:00 - 15:30 | UFOの謎を追え！！                |
| #06    | 2002年5月19日（日曜） 15:00 - 15:30 |                                  |

| 毎日放送テレビ（MBSテレビ） 木曜24:55枠（『パノラマ電波横丁』木曜） | 毎日放送テレビ（MBSテレビ） 木曜24:55枠（『パノラマ電波横丁』木曜） | 毎日放送テレビ（MBSテレビ） 木曜24:55枠（『パノラマ電波横丁』木曜） |
| 前番組                                                              | 番組名                                                              | 次番組                                                              |
| ------------------------------------------------------------------- | ------------------------------------------------------------------- | ------------------------------------------------------------------- |
| ぜったい!キャイ〜ン                                                 | よるこ （2001年4月 - 2001年9月）                                    | 品庄内閣                                                            |